# George Erskine
George Watkin Eben James Erskine (23 augustus 1899 – 29 augustus 1965) was een Britse legerofficier tijdens de Tweede Wereldoorlog.

## Biografie
Erskine werd toegevoegd aan de King’s Royal Rifle Corps. Hij diende in de Eerste Wereldoorlog in Frankrijk en België. In de jaren dertig diende hij in India en keerde in 1937 terug naar Groot-Brittannië als plaatsvervangend Assistent Quartermaster General bij het Eastern Command.
In 1939 werd hij een General Staff Officer voor de 1st London Division van de Territorial Army. Hij werd in 1941 benoemd tot bevelhebber van het 2de Bataljon van het King's Royal Rifle Corps die deel uitmaakte van de 69e Infanteriebrigade en naar Noord-Afrika gezonden. In 1942 werd hij onderscheiden met de Orde van Voorname Dienst (DSO). Hij werd daarna benoemd tot General Officer Commanding van de 7e Pantserdivisie en diende tussen 1943 en 1944 in Noord-Afrika, Italië en Normandië.
Erskine werd in 1944 tot hoofd benoemd van de Supreme Headquarters Allied Expeditionary Force in België en in 1945 werd hij benoemd tot General Officer Commanding van de 43e (Wessex) Infanteriedivisie.
Na de oorlog werd hij in 1946 benoemd tot General Officer Commanding Land Forces in Hongkong, daarna was hij van 1948 tot 1949 directeur-generaal van de Territorial Army en in 1949 werd hij benoemd tot General Officer Commanding van de Britse troepen in Egypte en het Mediterranean Command. Hij keerde in 1952 terug naar Groot-Brittannië en werd benoemd tot General Officer Commanding-in-Chief van de Eastern Command.
In 1953 werd Erskine benoemd tot General Officer Commanding-in-Chief van de East Africa Command waar hij verantwoordelijk in april 1954 verantwoordelijk was voor het beheersen van de Mau Mau-opstand in Kenia en leidde Operatie Anvil in Nairobi.
Hij was van 1955 tot 1958 General Officer Commanding-in-Chief van de Southern Command en ging daarna met pensioen. Hij was van 1955 tot 1965 aide-de-camp generaal bij koningin Elizabeth II. Hij was na zijn pensioen uit het leger van 1958 tot 1963 Gouverneur en Opperbevelhebber van Jersey.
Hij werd in 1950 en in 1952 onderscheiden met de benoeming tot Ridder Commandeur in de Orde van het Britse Rijk en in 1955 met de benoeming tot Ridder Grootkruis in de Orde van het Bad.

## Decoraties
- Ridder Commandeur in de Orde van het Britse Rijk in 1950
- Ridder Commandeur in de Orde van het Bad in 1952
- Ridder Grootkruis in de Orde van het Bad in 1955
- Lid in de Orde van het Bad in 1943[3]
- Orde van Voorname Dienst (Verenigd Koninkrijk)[3]
- Commandeur in het Legioen van Verdienste (Verenigde Staten)[3]
- Grootkruis in de Orde van Leopold II op 16 januari 1947[3]
- Medaille van de Militaire Strijder 1940–1945[3]
- Commandeur in de Orde van de Eikenkroon op 15 augustus 1946[3]
- Luitenant-gouverneur van Jersey vanaf 1958 - 1963